# Z 4300
Les Z 4300 sont des automotrices circulant sous caténaire 1 500 V continu et mise en service en 1926 par la compagnie du Midi sous la dénomination Z 23000.
Elles assurent la desserte des embranchements pyrénéens de la compagnie mais, à partir des années 1960, la plupart d'entre elles, après modernisation et réaménagement, sont affectées à des navettes commerciales, puis ouvrières, dans de grandes gares. La série est totalement radiée en 1973.

## Conception et caractéristiques techniques

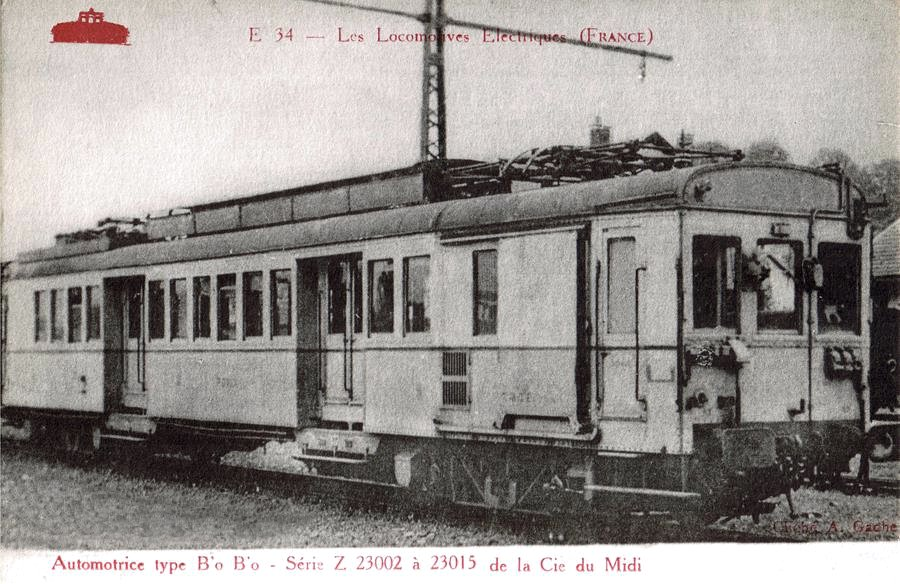
Carte postale Fleury d'une automotrice de la série Z 23002 à 15.

En 1920, la compagnie du Midi poursuit le programme d'électrification de son réseau en continu 1,5 kV. Elle électrifie de nouvelles lignes et entame la conversion d'une partie du réseau déjà électrifiée en courant alternatif. Pour couvrir les besoins de matériel, elle modifie une partie de ses E ABD et commande quinze automotrices neuves pour assurer la desserte des embranchements pyrénéens.
La conception des automotrices résulte d'une étude commune OCEM - Midi. Les automotrices, construites dans les ateliers CEF de Séméac, se composent d'une caisse unique, entièrement métallique, avec un compartiment fourgon à l'avant. Deux portes sont ouvertes sur chaque face. L'aménagement intérieur est variable selon les unités : présence ou absence de compartiment fourgon, troisième classe seule ou première et troisième classes. Les dossiers des sièges voyageurs sont tous réversibles, permettant de toujours s'installer dans le sens de la marche.
Si les caisses sont différentes, les bogies et l'équipement électrique sont proches de ceux des E ABD. Ces automotrices, lourdes, souffrent d'une mauvaise tenue de voie sur les lignes mal entretenues.

## Carrière et services

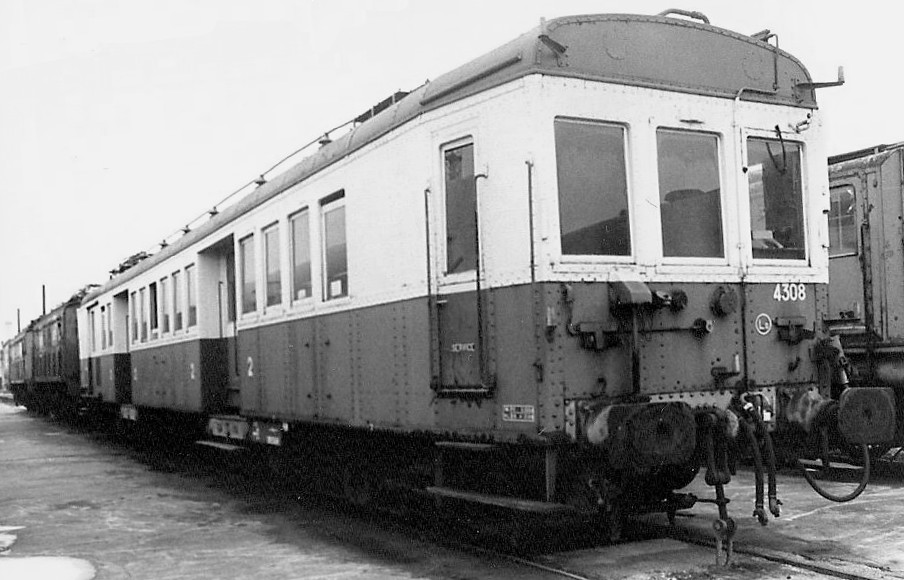
Z 4308 à Vierzon.

Les Z 23000 sont mises en service en 1925-1926 et affectées au dépôt de Bayonne. Elles desservent les embranchements pyrénéens au fur et à mesure de l'avancée de l'électrification. Elles revêtent alors la livrée bleu clair et gris des matériels du Midi.
À l'occasion de la fusion du PO et du Midi en 1934, les compartiments de première classe deviennent des compartiments de première et seconde classe, indifféremment. En 1935, la Z 23001 est détruite dans une collision frontale ; non reconstruite, elle est radiée en 1937. La série se trouve réduite à quatorze unités.
La création de la SNCF en 1938 ne modifie pas les attributions des automotrices. En 1951, la série est numérotée Z 4302 à 4315, le numéro Z 4301 n'étant pas attribué. En 1957, les Z 4300 sont réaménagées en seconde classe unique. Trois ans plus tard, elles subissent progressivement une modernisation importante de leur équipement de contrôle. Neuf d'entre elles sont modifiées pour fonctionner en réversibilité avec une voiture pilote. Alors que les unités non réversibles conservent les mêmes courses, les automotrices réversibles sont repeintes en vert celtique et crème et assurent des services de navettes commerciales à Biarritz, Orléans et Tours, avant d'être reléguées au rang de navettes ouvrières à Brive, Limoges, Poitiers, Toulouse et Tours.
Les derniers exemplaires de la série, présents à Limoges, Paris-Sud-Ouest et Tours en 1972, sont radiés en 1973.

## Modélisme
Les Z 4300 ont été reproduites à l'échelle HO par l'artisan AMF87 sous forme de kit à monter en résine et maillechort.